# One More Light
Albums de Linkin Park
The Hunting Party
(2014) From Zero
(2024)
Singles
1. Heavy
Sortie : 16 février 2017
2. Good Goodbye
Sortie : 13 avril 2017
3. Talking to Myself
Sortie : 25 avril 2017
4. One More Light
Sortie : 25 avril 2017
5. Sorry for Now
Sortie : 16 mai 2017[1]

One More Light est le septième album studio du groupe de rock alternatif américain Linkin Park, sorti en 2017 sur le label Warner Bros. Records. Il fait suite à l'album The Hunting Party, sorti en 2014.
Le premier single de l'album, Heavy, a été publié le 16 février 2017. Pour décider du titre de l’album, les membres du groupe ont estimé que la chanson One More Light était le véritable cœur de l'album. Cet album est aussi le dernier album de Chester Bennington en tant que chanteur avant sa mort le 20 juillet 2017.
Le groupe a invité plusieurs artistes pour des featurings, avec notamment des participations de Pusha T, Stormzy et Kiiara, ainsi que des collaborations de production et de composition de Julia Michaels, Justin Tranter, Ross Golan, Andrew Goldstein, Blackbear ou Eg White,.

## Liste des titres
| No  | Titre                                  | Durée |
| --- | -------------------------------------- | ----- |
| 1.  | Nobody Can Save Me                     | 3:45  |
| 2.  | Good Goodbye (feat. Pusha T & Stormzy) | 3:31  |
| 3.  | Talking to Myself                      | 3:51  |
| 4.  | Battle Symphony                        | 3:36  |
| 5.  | Invisible                              | 3:34  |
| 6.  | Heavy (feat. Kiiara)                   | 2:49  |
| 7.  | Sorry for Now                          | 3:23  |
| 8.  | Halfway Right                          | 3:37  |
| 9.  | One More Light                         | 4:15  |
| 10. | Sharp Edges                            | 2:58  |

## Certifications
| Pays              | Certification | Ventes certifiées |
| ----------------- | ------------- | ----------------- |
| États-Unis (RIAA) | Or            | 500 000           |
| France (SNEP)     | Or            | 50 000            |